# Erginulus brevispinosus
Erginulus brevispinosus is een hooiwagen uit de familie Cosmetidae.